# Трећа међународна теорија
Трећа међународна теорија (نظرية عالمية ثالثة) је био стил владавине који је предложио Муамер ел Гадафи почетком 1970-их, на којем је званично заснована његова влада, Велика социјалистичка народна Либијска Арапска Џамахирија. Делимично је инспирисан исламским социјализмом, афричким национализмом, а делом принципима директне демократије.
Има сличности са системом југословенског општинског самоуправљања у титоистичкој Југославији и Југословенским трећим путем током 1960-их, 1970-их и 1980-их година како га је развио Едвард Кардељ. Такође је делом инспирисана „Малом црвеном књигом“ Мао Цедунга и теоријом три света. Гадафи ју је предложио као алтернативу капитализму и марксизму-лењинизму за земље Трећег света, на основу израженог уверења да су обе ове идеологије доказано неважеће.
Виши савет за националну оријентацију је створен да шири и спроводи ову теорију, а делимично је реализован у Либији, самопроглашеној утопијској модел држави. Пад Гадафија и његова смрт 2011. довели су до укидања његовог система и његове замене Националним прелазним саветом.

## Позадина
Кључне одредбе Треће међународне теорије дате су у Зеленој књизи (објављеној од 1976–1979). То је систем гледишта који детаљно критикује демократију европског стила и совјетски марксизам.